# 1998 SJ73
1998 SJ73 är en asteroid i huvudbältet som upptäcktes den 21 september 1998 av den belgiske astronomen Eric W. Elst vid La Silla-observatoriet.
Den tillhör asteroidgruppen Nysa.